# Château des Laitiers
Le château des Laitiers ou des Lettiers, est un édifice situé à La Trinité-des-Laitiers, en France.

## Localisation
Le monument est situé dans le département français de l'Orne, sur le territoire de la commune de La Trinité-des-Laitiers, à 400 m au sud-ouest de l'église de la Sainte-Trinité.

## Historique
Le château, en briques, date de la première moitié du XVIIIe siècle, le parc à l'anglaise est aménagé en 1843 par le paysagiste Louis-Sulpice Varé et réaménagé en 1889. Il est doté en 1920 d'un important réseau hydraulique, encore en état de marche.
Le domaine est acheté en 1998 par le cinéaste Luc Besson qui y implante sa société Digital factory.

## Architecture
Les façades et les toitures du château, la grande orangerie, le parc avec ses éléments constitutifs — avenue, grille, douves et leurs balustrades, étang et sa vasque, jardin fleuriste avec ses murs, son bassin, sa serre et l'orangerie accolée —, le système hydraulique s'étendant également sur le territoire de la commune de Cisai-Saint-Aubin, y compris les façades et toitures des communs qui abritent la citerne, sont inscrits au titre des monuments historiques par arrêté du 4 septembre 1995.